# Communist Party of India (Maoist)

Flagge der CPI(Maoist)

Die Communist Party of India (Maoist) (CPI (Maoist), „Kommunistische Partei Indiens (Maoistisch)“) ist eine verbotene marxistisch-leninistisch-maoistische Partei und militante Organisation in Indien. Sie tritt für den bewaffneten Sturz des ihrer Ansicht nach „semi-feudalen und semi-kolonialen indischen Staates“ ein, wobei sie sich auf die maoistische Militärtheorie des langwierigen Volkskriegs bezieht.

## Geschichte
Die Partei entstand 2004 in Folge eines langfristigen Vereinigungsprozesses zwischen der CPI (ML) People’s War und dem Maoist Communist Centre of India (MCCI), zwei der damals bedeutendsten naxalitischen Gruppen Indiens. Ihre Gründung wurde zuerst in der einmonatigen „Einheitskommune“ in einer der Guerrillazonen des Landes bekanntgegeben, bei welcher nach Angaben sympathisierender Quellen Hunderte maoistische Parteikader, Kämpfer und Massenaktivisten zu Kulturprogrammen, Diskussionen und kollektivem Studium zusammenkamen.
Im Jahr 2009 hielte die Partei ihren neunten Kongress, in welchem sie u. a. Richtlinien zur urbanen Arbeit sowie die Herausgabe eines umfassenden organisatorischen Rückblicks beschloss.
Am 1. Mai 2014 schloss sich nach bilateralen Verhandlungen auch die CPI (ML) Naxalbari der CPI (Maoist) an.

## Politik
Die Partei versteht sich als die Vorhut des indischen Proletariats, deren unmittelbares programmatisches Ziel die Durchführung einer neudemokratischen Revolution, d. h. der bewaffnete Sturz der von ihnen als „bürokratisch-kapitalistisch und halbfeudal“ eingestuften Staatsmaschinerie und der Aufbau einer föderalen Volksrepublik ist. Dafür sieht sie den bewaffneten Kampf in Form des maoistischen Volkskrieges als hauptsächliche Form des Kampfes, ergänzt durch extensive Massenarbeit, als essenziell an. Der indische Staat ist in ihren Augen durch das brahmanistische Kastensystem geprägt, dessen Vernichtung sie explizit durch Spezialprogramme anstrebt. Aus dieser grundlegenden Ablehnung der staatlichen Institutionen als vom Imperialismus und Halbfeudalismus dominiert, gründen sie ihre weitgehende Propagierung des Wahlboykotts als Mittel des Protests.
Den Großteil ihres bewaffneten Kampfes organisiert die Partei über die „Volksbefreiungsguerillaarmee“ (PLGA), ihrem bewaffneten Flügel, der für politische und militärische Zwecke genutzt wird. Weiter wird vermutet, dass die CPI (Maoist) in Kontrolle eines weitreichenden Netzwerks an Frontorganisationen ist, welche von Frauenorganisationen, über Kulturbrigaden zu militanten Gewerkschaften reichen. Ihr Ziel ist dabei, neben dem Kampf für Teilforderungen, diese Kämpfe unter die Hegemonie ihres Aufbaus neuer Machtorgane in Regionen wie Bastar zu bringen.

## Einschätzung
Gemäß einer Analyse des Council on Foreign Relations verübte die CPI(Maoist) im Jahr 2011 insgesamt 371 Terrorakte und wurde somit als weltweit aktivste Terrororganisation eingeschätzt. Die Partei wurde 2009 von der indischen Regierung verboten und als terroristische Organisation eingestuft. Die CPI(Maoist) wird den Naxaliten zugerechnet.